# Z-80 SoftCard
La carte Z80 SoftCard était une carte processeur additionnelle pour micro-ordinateur Apple II produite par Microsoft à partir de 1980. La carte disposait d'un micro-processeur Zilog Z80, ce qui lui permettait de pouvoir faire tourner le système d'exploitation CP/M de Digital Research et surtout de donner accès à la volumineuse logithèque de ce dernier. Cette faculté faisait qu'elle était familièrement appelée « carte CP/M ».

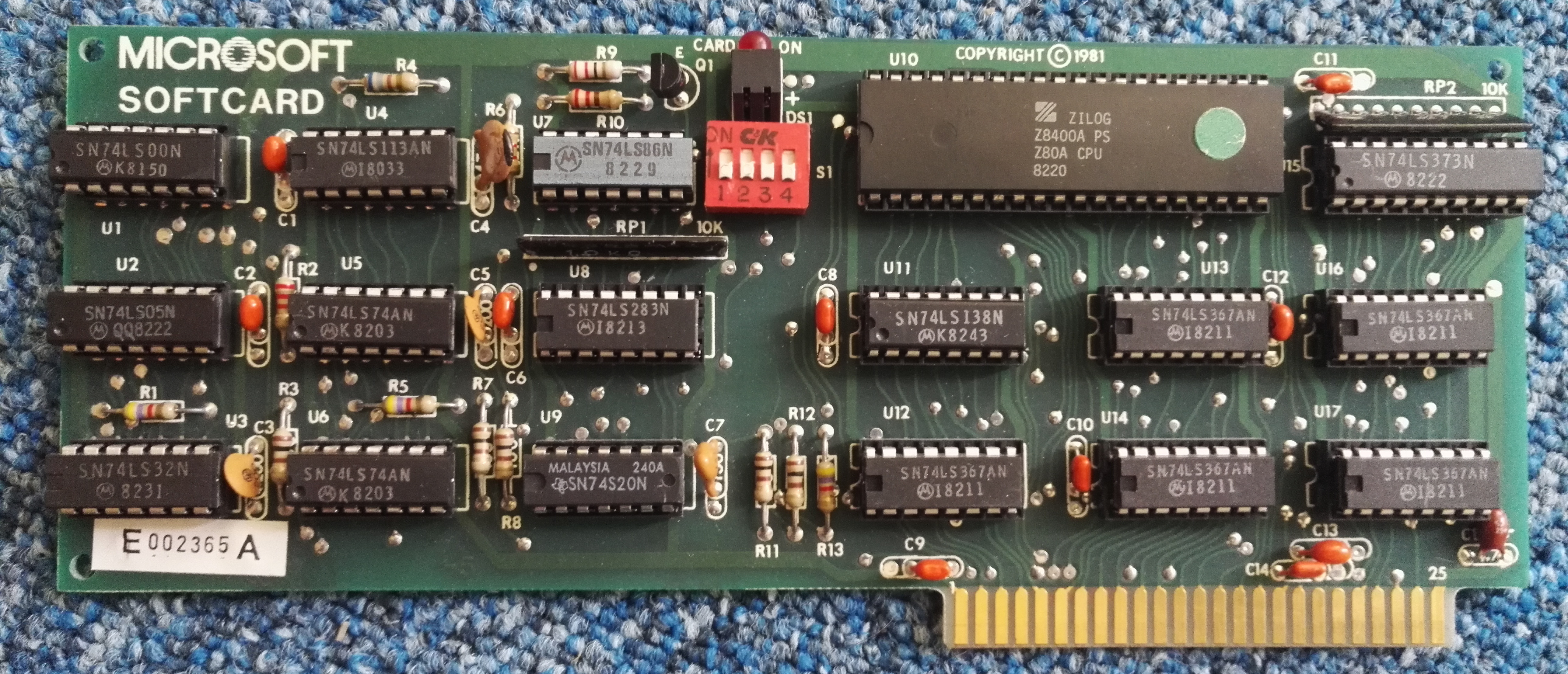

La carte ne disposant pas en propre de mémoire vive, elle utilisait celle présente sur la carte mère de l'Apple. Elle était compatible avec d'autres cartes d'extension comme les cartes vidéo 80 colonnes, port imprimante et port de communication série RS-232C ainsi que les cartes d'extensions mémoire Apple.
Il y eut au moins trois versions successives par Microsoft (« SoftCard », « SoftCard Premium System » pour II/II+ et « Premium Softcard IIe ») et fut clonée à plusieurs reprises par des sociétés tierces.
La carte était fournie avec les disquettes 5,25" de CP/M 80 et Microsoft BASIC.